# دهستان غربی
دهستان غربی یا ارشق جنوبی نام دهستان در بخش مرکزی شهرستان اردبیل، استان اردبیل در ایران است. براساس سرشماری مرکز آمار ایران در سال ۱۳۸۵، جمعیت آن ۱۰۷۳۰ نفر (۲۲۹۱ خانوار) بوده‌است.